# Lophoptera hypenistis
Lophoptera hypenistis är en fjärilsart som beskrevs av George Francis Hampson 1905. Lophoptera hypenistis ingår i släktet Lophoptera och familjen nattflyn. Inga underarter finns listade i Catalogue of Life.